# 倖田みらい
倖田 みらい（こうだ みらい、1987年10月16日 - ）は、日本の元AV女優。
大阪府出身。女子校生～ギャル、OL、若妻、レズまで、幅広い役柄をこなせる事と、関西弁で人気を博した。

## 略歴
- 2008年 - 9月　『青姦中出し ド変態盗撮』(ラハイナ東海)でAVデビュー。
- 2008年 - 9月　初単体作品『レオタードオフィス Vol.3』（RISING）発売。
- 2009年 - 11月　予定されていた、個人撮影会を急遽キャンセル。この頃に引退。

## 出演作品

### アダルトビデオ(撮りおろし作品)
2008年
- 青姦中出し ド変態盗撮（9月13日、ラハイナ東海/黒伐折羅）
- 若妻狙い 温泉旅館出張性感マッサージ 7（9月20日、ラハイナ東海/黒伐折羅）
- レオタードオフィス Vol.3（9月26日、RISING）
- ULTRA BIG TITS 35（10月10日、プレステージ/エロジナスゾーン）
- Chijo Wild 倖田みらいにイカされたい!!（10月20日、ソルト・ペッパー/Salt Pepper）
- ワザと看護師にせんずりを見せつけたらヤられるか? VOL.4（10月23日、ソフト・オン・デマンド/DANDY）
- 淫らな指で高速ピストンする人妻たち ～淫らな私の中の私～（10月25日、ラハイナ東海/黒伐折羅）
- 高級アロマオイルエステ盗撮 9 美人妻中出しマッサージ（11月8日、ラハイナ東海/黒伐折羅）
- 授乳で乳首が感じてオナニー・手コキ始める若母 （11月8日、ラハイナ東海/黄伐折羅）
- 人妻にセンズリ見せたらマンズリ見せ返された。（11月15日、ラハイナ東海/黄伐折羅）
- 人妻ナンパ・ガチで中出し 玲於奈（仮名）（12月2日、Yellow Duck/白夜）
- 女子校生が熟女にレズ調教 5（12月19日、スタイルアート）
- ギャル温泉　ほっとトゥギャザー4（12月19日、プレステージ/エロジナスゾーン）

2009年
- 朝までいっぱいHしよっ♥ VOL.5 羽柴美麗（1月6日、jewel(KIプランニング)/マギー）
- 新説 職業を持つ人妻たち 国府田千尋(27)（1月16日、STAR GATE/カトリーヌ）
- 現役巨乳潮吹きサーファー 浅岡奈美（2月12日、jewel(KIプランニング)/MEGA　HEARTS）
- E-BODY（2月13日、E-BODY）
- レズレイプ7～女子校生ガ熟女ヲ犯ス～ （2月25日、ジャネス/ladies）
- 禁断のヨガ ～絡み合う粘液～（3月6日、アウダースジャパン/ISIS）
- DOKIレズ32（3月6日、アウダースジャパン/ISIS）
- アマゾネス みらい（3月15日、隼エージェンシー）
- あやか&せなのニューハーフナンパ（3月18日、泰成/LOTUS/ロータス/AT）
- 現役パティシエ 美波（3月20日、トップ・マーシャル/S級素人）
- 真中出し巨乳シースルー 咲宮あや（3月25日、jewel(KIプランニング)/アーロン）
- 働く女 スーツに隠れた卑猥な肉体（3月25日、ながえスタイル）
- 敏感M 02（4月1日、ワンズファクトリー）
- 張り型チンポ自慰 03（4月1日、ワンズファクトリー）
- オフィスレディ ドットボディ OL.NICE-BODY（4月1日、泰成/GLAY'z/チーム川崎)
- 羞恥!!社員教育（4月4日、ソフト・オン・デマンド/アイエナジー）
- いぢられ嫁（4月10日、東京音光/東京音光)
- フェラコレ2009春SP（4月15日、隼エージェンシー）
- 巨乳ギャル潮吹き援交 二人目 桐田佳奈（4月16日、jewel(KIプランニング)/パフューム）
- ≪眼ガン顔ガン射シャ!≫ 拡散メガ精子砲!!（4月17日、泰成/GLAY'z/GLAY'zONE）
- ウテルス覚醒 痙攣アクメ 2（4月18日、ソフトオンデマンド/アイエナジー）
- 集団巨乳痴女（4月19日、北都/CROSS）
- 中年男の夢を叶えるセックス やりたい放題!5（4月25日、ながえスタイル）
- コスチュームユープランニング.JP着ハメ!（4月28日、ユープランニング）
- Boin「倖田みらい」Box （5月1日、ABC/妄想族/BoinBB)
- 巨乳ギャルだらけのスイミングクラブに男ひとりで入会して、泳げないフリすればモテモテになれるか…を本当に試してみた!!（5月7日、ソフト・オン・デマンド/GARCON）
- 制服美人お姉さん26人の、濃厚スペルマごっくん手コキ240分!（5月19日、北都/ROOKIE）
- ザ・ギャルナン 11（5月21日、グローリークエスト）
- 愛欲と唾液まみれのレズ地獄（5月21日、アイエナジー）
- 生中出し女子校生4時間7（5月22日、宇宙企画バズーカ）
- 最高のアナル舐め手コキ（6月1日、ワンズファクトリー/WANZ FACTORY)
- 全員がFカップ以上!巨乳ギャルだらけのニュータイプ銭湯!! Vol.03（6月4日、ソフト・オン・デマンド/GARCON）
- お姉さんが犯してあげる 47（貸出開始日6月6日、クリスタル映像）※セル版は7月10日リリース
- 人妻中出し哀願[其ノ三]（6月12日、TMA/青空ソフト）
- 借金姉妹 強制レズと売春強要（6月18日、ソフト・オン・デマンド/ヒビノ）
- 巨乳女子校生に生中出し 05（6月19日、トップ・マーシャル/レアル・ワークス/女群（レアル・ワークス）
- 《アンダー25【18歳～25歳】》 人妻不倫セックス（6月25日、エマニエル/Mrs.東京都）
- 巨乳舐め吸いSP2 乳フェチ向け 舐め吸いしまくり4時間（7月1日、ABC/妄想族/BoinBB)
- 妻、Mなココロとカラダ（7月2日、タカラ映像/liquid）
- 欲求不満人妻紹介 #1～#4（7月3日、泰成/GLAY'z）
- 巨乳若妻淫乱調教～義父の肉奴隷～（7月9日、ソフト・オン・デマンド/ヒビノ）
- 童貞男子限定 温泉バスツアー 超エロイ巨乳ギャル軍団に童貞を奪われてみませんか!?（7月9日、ソフト・オン・デマンド/GARCON）
- 美脚女子社員 制服ナンパDX 2（7月15日、泰成/LOTUS/ロータス/AT）
- 絶頂レズアクメ 2（貸出開始日7月18日、クリスタル映像/MANIAC）※セル版は8月21日リリース
- BOIN the BOIN 私のオッパイで癒してアゲル（貸出開始日7月25日、KMP/おかず。）※セル版は、2009-08-21リリース
- OL援交の全記録 06 某有名建設会社総務部勤務 Gカップ（8月1日、北都/カルマ/ウラ美少女)
- 『ワケあり娘 お持ち帰り』（8月6日、ソフト・オン・デマンド/アイエナジー）
- THE FUCK FUCK FUCK 2（8月7日、クリスタル映像/HERMES）
- 美女エステ中出しオイル回春マッサージ 4 巨乳マダム編（8月8日、ラハイナ東海）
- 隣の未亡人と三姉妹（8月11日、グラフィティジャパン）
- 美熟女のおしっこ30連発 完全オリジナル放尿（8月15日、HARD)
- 手の自由を奪い｢イカせてみろ」（8月15日、ラハイナ東海/黄伐折羅)
- 生中出しコギャル4時間7（8月21日、トップ・マーシャル/ バズーカ)
- ギャルフェラチオ 21人（9月3日、グローリークエスト）
- 脱がせてみせます! 業界で評判の誰もが１秒で恋に落ちる　知的でグラマラスな美人マネージャー（9月5日、ソフト・オン・デマンド/ディープス)
- KARMAナンパ隊が行く!緊急指令!とにかく美人で巨乳な娘をGETして来いッ!（9月13日、北都/カルマ/ナンパ）
- こだわりの手コキ 4時間SP 13 35人のハンドメイド（9月15日、隼エージェンシー）
- スパッツアスリートしか見たくない! 4時間（9月18日、TMA）
- 見ず知らずの素人夫婦4組が寝取り寝取られ夫婦交換 混浴露天風呂日帰りスワッピングツアー（9月19日、ソフト・オン・デマンド/ROCKET）
- 全国若妻ファイル 03（9月25日、レアル・ワークス）
- 熟女人妻の咀嚼くち移し接吻（9月26日、ラハイナ東海/黄伐折羅）
- 若くて巨乳な女教師と年増の憎くらしい女Ｐ●Ａ会長 女の嫉妬女体嬲り（10月8日、ソフト・オン・デマンド/ヒビノ）
- 巨乳天国 混浴露天風呂 5（10月8日、ソフト・オン・デマンド/ROCKET）
- 巨乳・爆乳 爆乳乳揺れセックス　Vol.1（10月9日、AFRO FILM/BoinBB）
- 巨乳・爆乳 乳揉み VOL.8（10月9日、映天/BoinBB）
- 運転中に乳揉み 2 本当に運転中の人妻にイタズラ 運転初心者篇（10月10日、ラハイナ東海/黄伐折羅）
- 足コキ黒ストッキングOL（10月16日、TMA）
- 無理矢理ねっとり責めてくる淫語痴女妻（10月17日、ラハイナ東海/黄伐折羅)
- 柔肌光沢美乳　悩殺オイルGcupボディ（10月22日、ピカイチ)
- ガチンコ中出し！顔出し！人妻ナンパ ‘都内池袋ブランド買取店編’（10月25日、ビッグモーカル/ピンクジャンキー）
- 緊縛凌犯録 被虐症Gカップ変態OL妻 倖田みらい（10月30日、ゲインコーポレーション/スパイダー紅）
- 里帰り ～禁断の家族関係～（11月5日、タカラ映像/MOMIJI）
- 宅配エンジェル（11月7日、桃太郎映像出版/TARANTULA）
- 巨乳･爆乳　乳揉み オナニー（11月13日、AFRO FILM）
- 東京SEX 美乳妻みらい～カミングアウト～ふつうの浮気じゃつまらない…明かされた淫乱生活（11月16日、トップ・マーシャル/なでしこ/Nadeshiko)
- ゴックンVENUS（11月19日、北都/エムズビデオグループ/SHOCK）
- 美女エステ中出しオイル回春マッサージ5　マダムエステシャン編（11月21日、ラハイナ東海/黄伐折羅）
- 黒ストッキング女子社員 MANIAX（11月27日、TMA）
- 小汚いワンルーム住まいの僕だけど､掃除専門のお手伝いさんを雇ってエッチなグッズを見せつけたら女の子とヤラしいことができた。 VOL.2（12月5日、ソフト・オン・デマンド/Hunter）
- 欲情を抑えきれない10人のワーキング・レディ's vol.01（12月19日、桃太郎映像出版/Office Lady）
- おっぱいバカ一代　ボインに痴女られた（12月25日、映天/AFRO FILM/D）
- エロい女のピストンマ○コとイヤラシい腰使い　No12（12月25日、映天/AFRO FILM/D）

2010年
- 街角美熟女ナンパ　お願いですからセンズリだけでも見てください（1月1日、竜宮城）
- 全裸立ちオナニー（1月15日、グレイズ/BURST）
- 番台でタオルと一緒に女の子を貸してくれる銭湯があった（1月21日、アイエナジー）
- ユープランニング流露骨着エロMovie　No2（1月29日、ユープランニング）　※倖田未来名義
- 19人熟女のドスケベオナニー 180分（1月30日、ラハイナ東海/黒伐折羅）
- クリトリスオナニー　No2（2月12日、オフィスケイズ）
- ソルトシャワー　美女のおしっこみせて　No3（2月19日、ゲロニア）
- 結婚相談所にきた婚活女にアドバイスする婚活プロデューサーを装いチンポの根が乾く暇がないぐらいヤリまくれ！』(2月26日、虎堂）
- 巨乳・爆乳 巨乳悪戯面接（8月20日、映天）

2011年
- 近親悶絶劇場 巨乳嫁 他人には言えない私の性癖（4月1日、熟工房/エマニエル）

### アダルトビデオ（再編集等）
2009年
- GAL’s PARTY Tour～カワイイギャルとランチキ大騒ぎ!（5月10日、ラストラス/LUSTROUS)※ほっとトゥギャザー4（プレステージ）を収録
- 職業を持つ人妻たち 総集編 第三章（7月16日、スターゲート)
- 集団痴女総集編4時間）7月19日、北都/CROSS/クロス) ※集団巨乳痴女収録
- GLAY’z NICE!BODY!! SPECIAL 240MIN）9月4日、泰成/GLAY'z/GLAY’z ONE）　※『オフィスレディ ドットボディ OL.NICE-BODY』(泰成/GLAY'z/チーム川崎)を収録
- Premium おっぱい20人4時間（10月1日、ワンズファクトリー/WANZ FACTORY）
- 巨乳・爆乳 乳揉み VOL.8（10月9日、映天/AFRO-FILM/BoinBB）
- 巨乳・爆乳 爆乳乳揺れセックス VOL.1（10月9日、映天/AFRO-FILM/BoinBB）
- 淫乱ギャルズコレクション（10月15日、ハヤブサ/GIGA TON）　※『アマゾネス みらい』を収録
- レズ〔ヨガ＆ランジェリー〕SP（11月20日、アウダースジャパン/PLUS）
- 至高のパイズリ肉棒圧迫ノンストップ4時間（12月1日、ワンズファクトリー）
- ボイン240 II（12月15日、ハヤブサ/GIGA TON）

2010年
- レズレイプSP4時間（1月20日、ジャネス/ladies）　※「レズレイプ7　～女子校生ガ熟女ヲ犯ス～ 」を収録
- 素人人妻の浮気（1月22日、レアル・ワークス）　※「全国若妻ファイル 03」を収録
- 爆乳おっぱい赤ちゃんプレイしながら手コキ（1月29日、eX）